# Амбігат
Амбігат (*кінець VII ст. до н. е. — поч.VI ст. до н. е.) — легендарний вождь племені бітурігів. Його ім'я означає «Той, хто б'ється з двома ворогами» або «Той, хто бореться в обох напрямках.»

## Життєпис
Є одним з перших відомих вождів Галлії. Відповідно до античних істориків Тімагена й Тіта Лівія був сучасником давньоримського царя Тарквінія Пріска. Його столицею було місто Аварікум (сучасний Бурж, Франція).
Тіт Лівій повідомляє, що в цю епоху бітуріги володарювали над Центральною Галлією і що в Галлії була криза перенаселення. Щоб впоратися з ним, Амбігат посилає двох своїх небожів, синів його сестри, — Белловеза і Сіговеза на пошук нових земель, надавши їм наскільки можна більше людей. Кожен з них відправляється в напрямку, визначеному авгурами: Белловез — на південь Італії, Сіговез — в Центральну Європу. За першим слідують бітуріги, арверни, сенони, едуі, амбарри, карнути і олерки. Досягнувши півдня Галлії, вони допомагають влаштуватися фокейцям, а потім переходять Альпи і засновують майбутній Мілан.
Разом з тим ці відомості замало відповідають сучасним дослідженням. Водночас ілюструють майже невідомий початковий період історії Кельтської Галлії, коли тільки центральна частина Галлії була дійсно кельтською, і вже досить могутні народи кельтів утворювали незалежні, хоча і пов'язані один з одним, держави.
До сьогодні дослідники розглядають Амбігата як більш-менш реальну особистість, голову племені, яке зуміло на деякий час встановити зверхність над іншими кельтськими племенами центральної Галлії. Великі міграції у V та IV ст. підтверджені сучасними археологічними дослідженнями. При цьому доведено, що Аварікум тривалий час був доволі великим і людним містом, проте раптово різно знелюднів. Водночас з цим процесом співвідносять заснування фокейцями колонія Массалія (сучасний Марсель), що відбулося наприкінці VII ст. до н. е., яким за легендою допомогли родичі Амбігата.